# Hòe
Hoa hòe hay cây hòe (danh pháp: Styphnolobium japonicum (L.) Schott, syn. Sophora japonica) là loài thực vật thuộc họ Đậu. 

## Phân bố
Hoa hòe là cây bản địa Đông Á (chủ yếu là Trung Quốc; và như tên gọi Latin, nó được di thực đến Nhật Bản).
Tại Việt Nam hòe được trồng làm cảnh và dùng làm thuốc. Thường dùng hoa hòe và quả hòe

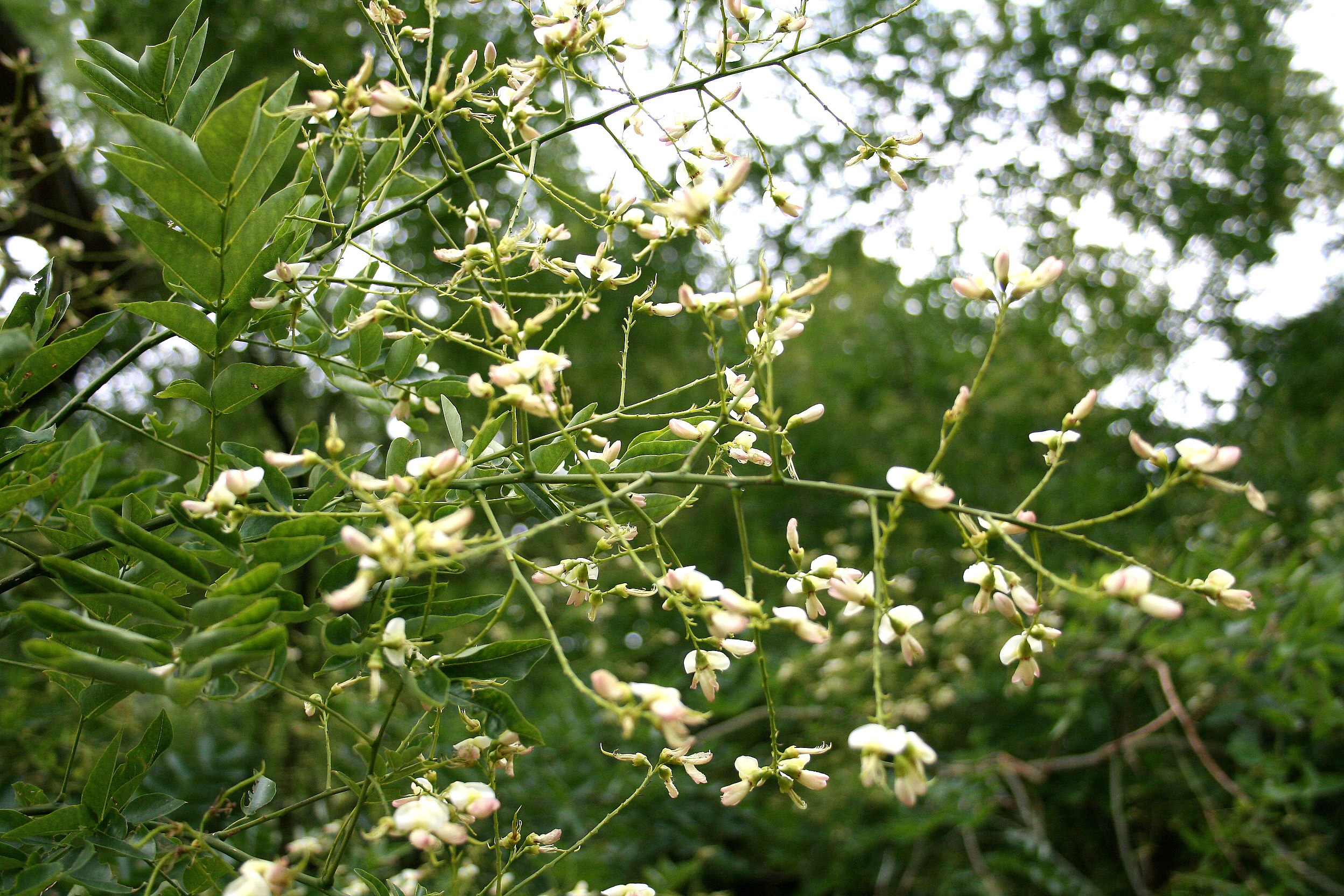
Lá và hoa hòe

## Sử dụng
Hoa hòe được trồng làm cảnh và dùng làm thuốc trong đông y.
Hoa hòe dùng làm thuốc gây sẩy thai, kháng khuẩn, giảm cholesterol, kháng viêm, chống co thắt, lợi tiểu, giải nhiệt, hạ huyết áp....
Trong hoa hòe người ta chiết xuất được chất rutin có tác dụng bảo vệ thành mạch

## Trong văn hóa đại chúng
Trong Văn học, hình tượng cây hòe xum xuê tươi tốt thường dùng biểu trưng cho cảnh con cháu trong gia đình phát đạt, đông đúc.
Trong Truyện Kiều câu 3237-3238 có viết:
Thừa gia chẳng hết nàng Vân,
Một cây cù mộc một sân quế hòe.
Nguyễn Trãi cũng có bài thơ "Hòe"
Mống lành nẩy nẩy bởi hoè trồng,
Một phát xuân qua một phát trông.
Có thuở ngày hè trương tán lục,
Đùn đùn bóng rợp cửa tam công.
Trong bài thơ "Cảnh ngày hè" của Nguyễn Trãi cũng có câu:
"Rồi hóng mát thuở ngày trường,
Hòe lục đùn đùn tán rợp dương."
Trong thành ngữ Việt Nam,  "hoa hoè hoa sói" để chỉ người, vật "có vẻ cầu kì, loè loẹt trong cách trang sức, tô điểm".